# Israel Shochat
Israel Shochat em hebraico:  ישראל שוחט, (Lyskovo, Império Russo, 16 de outubro de 1886 - Tel Aviv, Israel, 7 de julho de 1962) foi fundador e pessoa-chave do Bar-Giora e do Hashomer, organizações paramilitares precursoras das Forças de Defesa de Israel (FDI).

## Biografia

### Rússia e Alemanha
Israel Shochat nasceu em 1886 em Lyskovo, na gubernia de Hrodna, então parte do Império Russo e atualmente em Belarus, alguns quilômetros a oeste de Ruzhany. Na infância, teve tutores de hebraico e russo. Foi um membro fundador do Poale Zion em sua cidade natal e organizou uma liga de autodefesa judaica em 1903, após o primeiro Pogrom de Quixineve, em que 49 judeus foram mortos em outra região do Império Russo, mais ao sul de Lyskovo. Ele foi para a Alemanha para estudar agronomia, mas abandonou os estudos após apenas três meses e partiu para a região da Palestina. 

### Palestina
Em 1904 Israel Shochat e seu irmão, Eliezer Shochat, imigraram para a Síria otomana (posteriormente Palestina), onde trabalharam como ajudantes de campo nas lavouras e pomares de Petah Tikva. Ele se mudou para Rishon LeZion para trabalhar em uma vinícola e lá conheceu Michael Halperin, um visionário judeu que pretendia criar uma tribo de judeus beduínos, bem como um exército hebreu. Ainda em Rishon LeZion ele conheceu Alexander Zaïd com quem compartilhou suas ideias socialistas radicais. Zaïd as recebeu com entusiasmo e declarou "Estou com você, para a vida e para a morte, vamos começar agora!" Em Rishon LeZion, ele sofreu um primeiro ataque de malária, doença que o afligiria pelo resto da vida.
Israel Shochat mudou-se para Jerusalém para convencer os líderes yeshivot a unirem esforços na criação de uma força de trabalho nacional. Suas tentativas falharam. Para se manter, ele engraxava sapatos no Portão de Jafa. Como resultado de uma asma, foi forçado a abrir mão de trabalhos manuais e passou a trabalhar como ajudante de Israel Belkind. Passou a se interessar pelos circassianos que viviam na Palestina, como um exemplo de como uma pequena minoria poderia preservar sua identidade e orgulho em um ambiente frequentemente hostil. Para Shochat, seu segredo era cultivar sua própria terra e protegê-la com suas próprias mãos. 
Shochat era um conspirador nato e em 1906 havia formado um grupo secreto com cerca de 25 seguidores, principalmente da Baixa Galileia. Ele costumava inspecionar novos navios que chegavam ao porto de Jafa, à procura de novos recrutas. Foi lá que ele encontrou o jovem David Ben Gurion, então com 20 anos, e o convidou para assistir a conferência de fundação do ramo local da Poale Zion - o "Partido dos Trabalhadores Judeus Social-Democratas na Terra de Israel" - em outubro de 1906. Também participou dessa conferência o único outro grupo marxista baseado em Jafa, os Rostovianos, um grupo de 30 jovens homens de Rostov dedicados à criação de um grupo único formado por trabalhadores árabes e judeus. Shochat conseguiu influenciar seus numerosos seguidores para eleger Ben Gurion como diretor, e este causou grande impressão por insistir que os procedimentos do partido fossem conduzidos em hebraico. Por razões práticas, as discussões vinham sendo realizadas em russo e em iídiche. Shochat manipulou a votação secreta para que ele e Ben Gurion fossem apontados ao comitê de dez membros com a responsabilidade de escrever o manifesto do novo partido. O resultado foi o Programa Ramla que foi aprovado em uma segunda reunião com 15 membros realizada em janeiro de 1907. O documento, em hebraico, trazia muitas similaridades com o Manifesto Comunista mas incluiu: "o partido busca a independência do povo judeu neste país". Também determinou que todas as atividades do partido deveriam ser conduzidas em hebraico e que deveria haver segregação econômica entre judeus e árabes, ou seja, as empresas de judeus não deveriam contratar trabalhadores árabes. Shochat e Ben Gurion continuaram a trabalhar juntos por um curto período, até Ben Gurion retomar sua vida como pioneiro, em um momento em que estava menos militante do que Shochat e particularmente desconfortável com os relatos de confisco de fundos por homens armados de Shochat em Jerusalém.

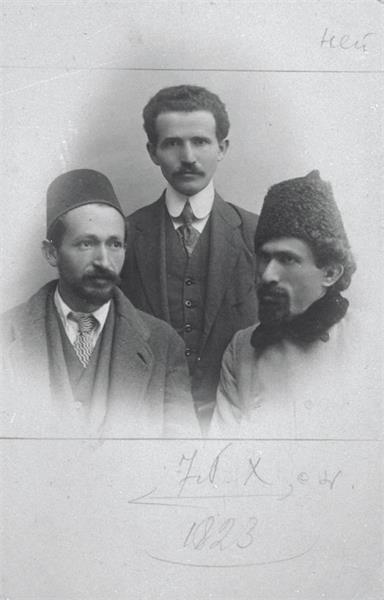
Ben Zvi, Ben Gurion e Shochat

A chegada de Yitzhak Ben-Zvi em abril de 1907 mudou tudo. Uma nova conferência foi realizada em maio na qual Ben-Zvi e um rostoviano foram eleitos como o Comitê Central; todas as políticas de Ben Gurion - hebraico no lugar do iídiche; segregação econômica de judeus e árabes - foram revogadas; Shochat e Ben-Zvi foram escolhidos delegatods para o Congresso Sionista Mundial realizado naquele ano em Haia. Na volta, estabeleceram a Bar-Giora - uma organização paramilitar secreta comprometida com a luta armada. O grupo inicial de nove membros se reuniu em 27 de setembro de 1907 na casa de Ben Zvi em Jafa. Eles juraram segredo - sob pena de morte - e absoluta fidelidade a seu líder Israel Shochat. Seu lema era "Judeia caiu com sangue e fogo, Judeia levantará em sangue e fogo". A visão de Shochat era criar uma força militar hebraica que poderia liderar uma revolta armada que criaria o estado judeu. O círculo interno de nove deveria criar organizações que pudessem ser conduzidas para o objetivo final. Duas áreas tinham que ser desenvolvidas: guardas de segurança para os assentamentos existentes e vigilância para conduzir detalhadas pesquisas de terreno. Eles iriam definir novos assentamentos baseados nas vilas dos circassianos, com moradores combinando treinamento militar e trabalho agrícula.
Em maio de 1908 ele se casou com Manya Wilbushewitch e em setembro eles lideraram seu grupo de 20 adultos para Sejera, onde passaram a administrar a fazenda de treinamento. Sua primeira ação foi provocar a demissão do vigia noturno circassiano. Isso levou a vários meses de tiros noturnos na direção da fazenda e do assentamento (Moshav). A Bar Giora organizou a segurança noturna e armou os trabalhadores da fazenda. No verão seguinte, em uma reunião secreta em Kfar Tavor, a Bar Giora se refundou como Hashomer com o objetivo principal de prover segurança para as colônias remotas que se estabeleciam. Shochat permaneceu como líder absoluto. O Hashomer nunca teve mais do que cem membros. Seu lançamento coincidiu com o colapso da Segunda Aliyah, com muito mais judeus partindo do que chegando ao país. Convencido de que a futura estrada para um estado judeu independente passava pela Revolução dos Jovens Turcos, e o que ele entendia ser a promessa de status de comunidade autônoma, mudou-se com sua esposa para Istambul onde Shochat ingressou na universidade para estudar Direito. Durante a Guerra dos Bálcãs (1913) ele se aproximou das lideranças otomanas, e ofereceu erguer uma unidade de cavalaria judia, alegando já ter cinquenta voluntários. A guerra terminou antes que seus planos pudessem ser colocados em prática.

#### Política e autodefesa judaica
Israel representou o Poale Zion no Congresso Sionista Mundial de 1907, sediado em Haia na Holanda. Ele foi o primeiro representante de seu partido da Palestina, mas foi incapaz de apresentar sua ideia para a assembleia e em uma conversa particular, Menachem Ussishkin disse-lhe que ele era muito jovem para conseguir alcançar o objetivo de uma defesa nacional. Yitzhak Ben-Zvi, um representante da Ucrânia, foi receptivo e eles voltaram juntos para a Palestina, trabalhando no caminho para casa.

#### Organizações paramilitares
Shochat se opunha à prática comum entre os fazendeiros judeus de contratar não-judeus para guardar suas fazendas. Junto com Israel Giladi, Alexander Zaïd e Mendel Portugali, ele convenceu alguns fazendeiros judeus a ajudá-los com a guarda dos campos. Foi um começo modesto. 
Em 1907, Israel Shochat foi uma das dez pessoas que, no apartamento de Yitzhak Ben-Zvi em Jafa, fundaram a Bar-Giora, uma organização clandestina que buscava criar uma força armada judia. Ela recebeu o nome de um dos líderes rebeldes judeus na Primeira guerra judaico-romana. Manya Wilbuszewicz, líder e fundadora da coletividade de Sejera, convenceu Shochat a juntar-se ao assentamento agrícola lá. Ele aceitou, tornando-se o segundo líder da comunidade que ele usava como base para o treinamento de guardas judeus. Em maio de 1908, Israel e Manya se casaram. No ano seguinte, estavam entre os líderes fundadores do Hashomer (lit. A Guarda), uma iniciativa mais ambiciosa do que a Bar-Giora, sendo a primeira a prover uma defesa organizada para todas as comunidades judaicas na Palestina.

#### Primeira Guerra Mundial: deportação
Em 1914, o Império Otomano entrou na Primeira Guerra Mundial. As autoridades turcas viam os judeus da Palestina com alto grau de desconfiança, particularmente os de origem russa, como os Shochat. Depois que foram descobertos escondendo armas para o Hashomer, eles foram deportados para a cidade de Bursa, na região da Anatólia, na Turquia. O primeiro filho do casal, Gideon ("Geda"), nasceu na Palestina durante os primeiros anos do casamento, mas sua filha Anna nasceria na Anatólia em 1916, durante seu exílio. 

#### Política, Batalhão do Trabalho e Haganah
A família Shochat retornou à Palestina por volta da Páscoa de 1919, depois de participar da convenção do Poale Zion em Estocolmo. Eles juntaram-se ao Ahdut HaAvoda, um partido de trabalhadores liderado por David Ben-Gurion. Inicialmente, Israel Shochat trabalhou na terra em Kfar Giladi, mas logo se envolvou na fundação do famoso Gdud HaAvoda(o "Batalhão do Trabalho") e em organizar a defesa da Galileia. Em 1920, o Ahdut HaAvoda decidiu substituir as milícias do Hashomer por uma nova organização, o Haganah, criando o braço paramilitar do Histadrut. Durante os Distúrbios de Jaffa de 1921, trabalhou ativamente na defesa de Tel Aviv e Jafa. No mesmo ano, sua esposa partiu para os Estados Unidos em uma missão para coletar dinheiro para o Histadrut e, mais por sua própria iniciativa, para o Haganah. Devido à oposição política dentro da comunidade judaica, ela só conseguiu arrecadar alguns milhares de dólares, que enviou para Israel Shochat em Viena, onde esperava para supervisionar a compra e o embarque de armas para a Palestina, já em domínio britânico. 
Nos anos de 1921 a 1926, Israel Shochat fez parte do Conselho Nacional Judaico. Ele também participou da formação do Hapoel. Nos anos 1930, após um longo conflito com o Histadrut, ele se aposentou da vida política. 

### Estado de Israel

#### Morte
Israel Shochat morreu em 1962 e foi enterrado em Kfar Giladi junto com sua esposa. 

## Família
Israel e Maya tiveram um filho e uma filha juntos.